# Admete (mythologie)
Admete (Grieks: Αδμητη) was in de Griekse mythologie een van de drieduizend kinderen van Tethys en Oceanus, ook wel bekend als de Oceaniden. Ze vergezelde de godinnen Artemis, Persephone en Athena. Haar naam is afgeleid van het Griekse woord admetos, dat wild betekent. Admete was de godin van stortbuien.